# Marmor

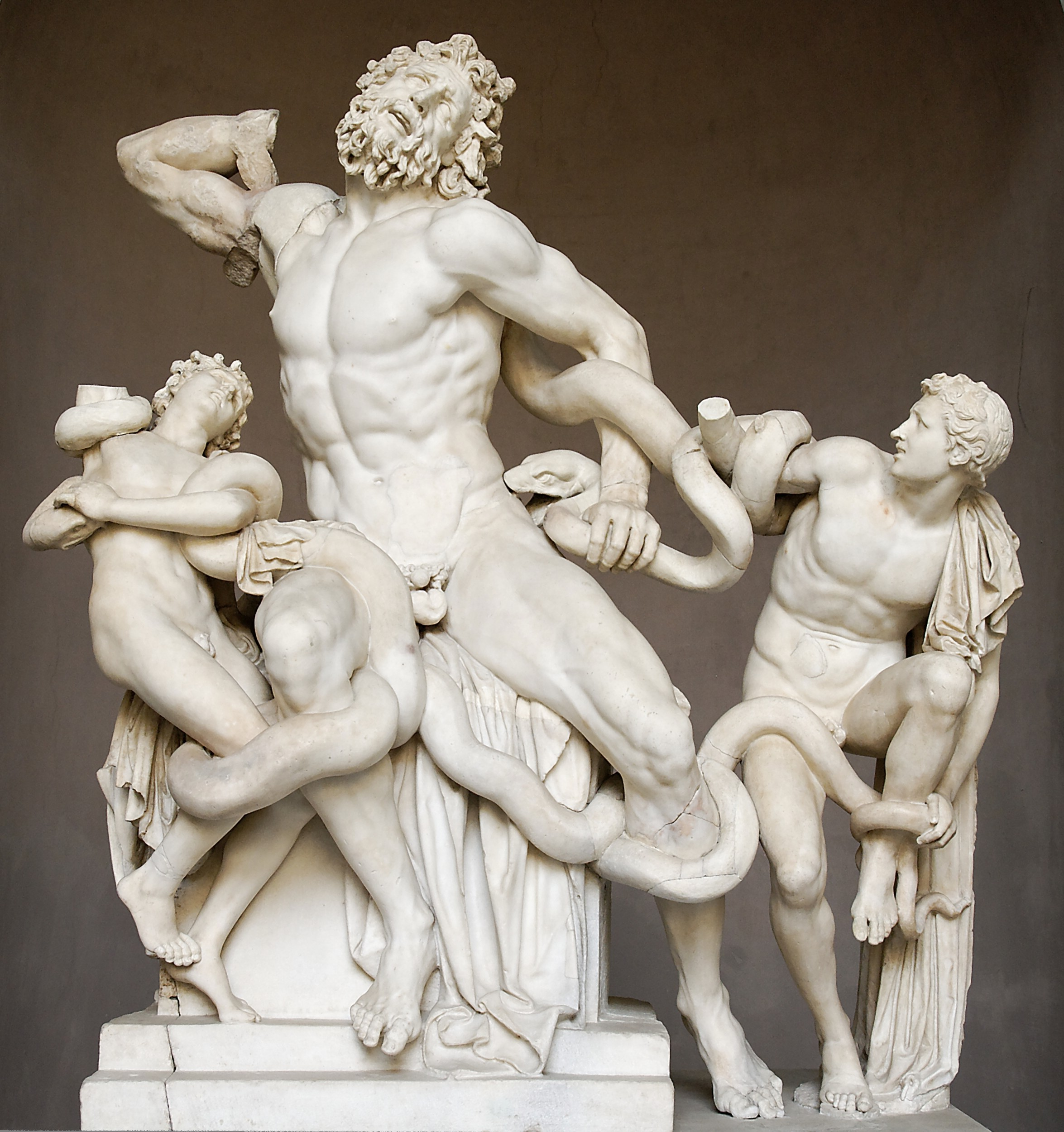
Laokoongruppe aus Marmor in den Vatikanischen Museen

Marmor (über lateinisch marmor von altgriechisch μάρμαρος mármaros „[glänzender] Felsblock, Stein; Marmor“, dieses abgeleitet von μαρμαίρειν marmaírein „schimmern, flimmern“) bezeichnet Carbonatgesteine verschiedener Zusammensetzung, die hauptsächlich aus den Mineralen Calcit und Dolomit bestehen und aufgrund ihrer Materialeigenschaften besonders für anspruchsvolle Architektur oder zur Herstellung von Skulpturen Verwendung finden.
Für Marmor existieren unterschiedliche Wortbedeutungen:
- Petrographisch ist es ein metamorphes Gestein, das durch Umwandlung (Metamorphose) von Kalkstein und anderen carbonatreichen Gesteinen entsteht, und zwar im Erdinnern durch Hitze und Druck.
- Neben dem petrographischen Begriff lassen sich kulturelle und ökonomische Marmor-Begriffe unterscheiden.

Eine Reihe bedeutsamer Gebäude und Kunstwerke besteht aus Marmor. Marmore werden für Fußboden- und Treppenbeläge, Tischplatten, Wandfliesen, Waschbecken und Fassadenplatten verwendet. Die seit Jahrtausenden betriebene Gewinnung von Marmor ist auch heute noch ein aufwendiger Prozess.

## Begriffserläuterung

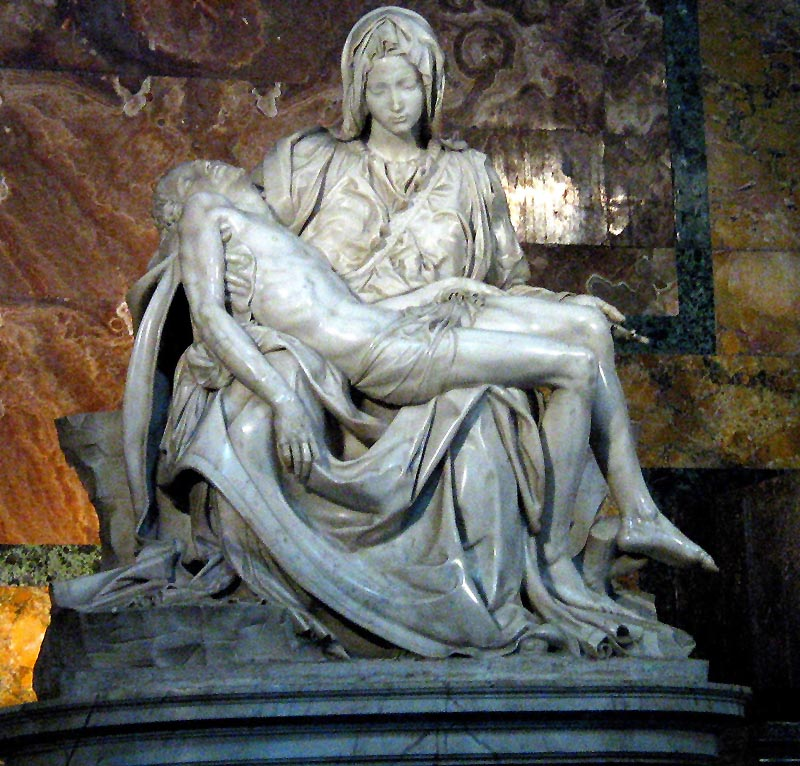
Pietà von Michelangelo im Petersdom von Rom

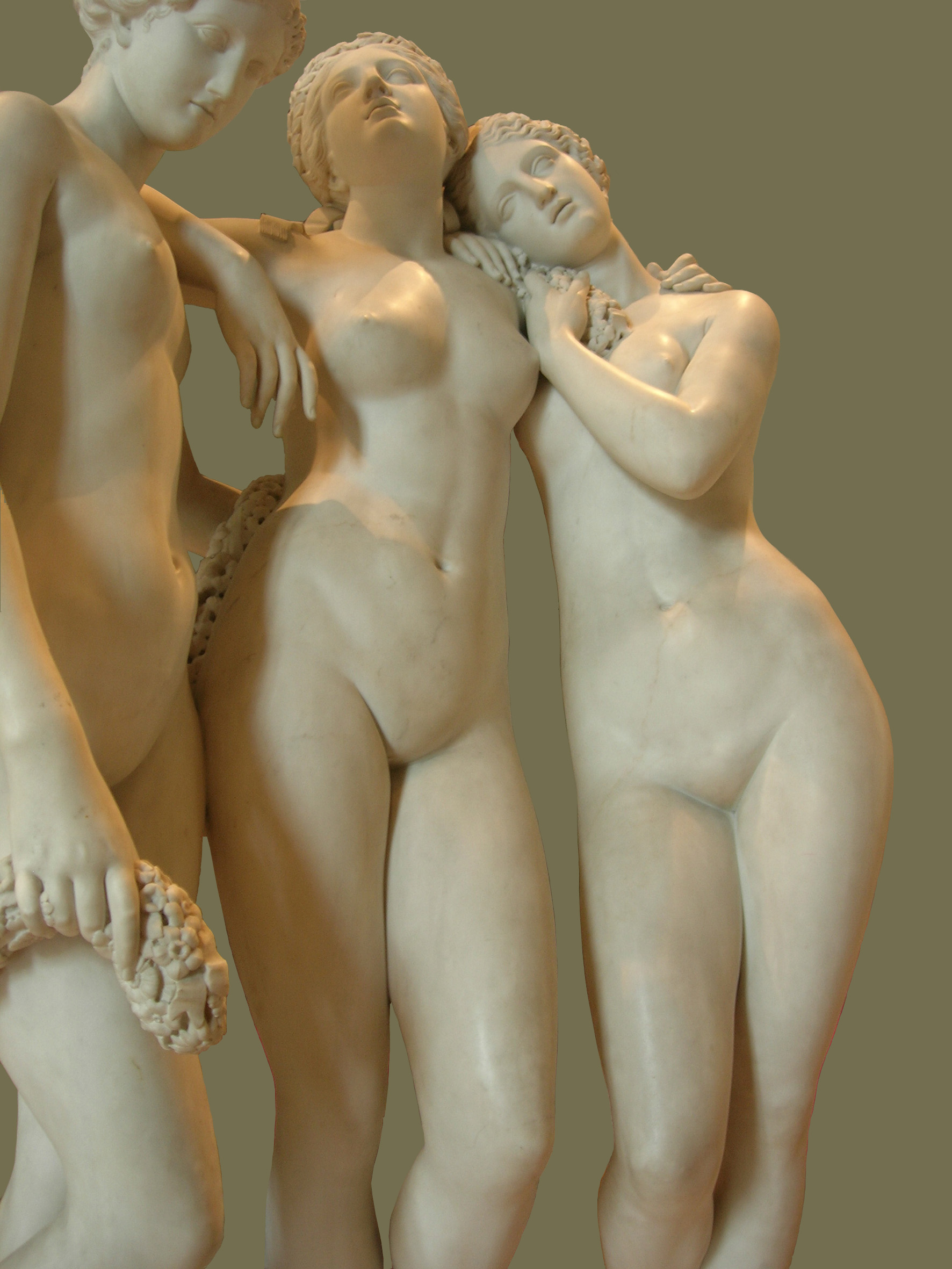
Figurengruppe des Bildhauers Jean-Jacques Pradier (Musée du Louvre in Paris)

Der Begriff Marmor hat verschiedene Bedeutungen.

### Petrographischer Begriff
Im petrographischen Sinn sind Marmore Metamorphite (Umwandlungsgesteine), die mindestens 50 Volumenprozent Calcit, Dolomit oder seltener Aragonit enthalten. Viele bestehen aus fast nur einem Karbonatmineral (d. h. sind monomineralisch). Marmore haben unter hohem Druck oder hoher Temperatur eine Metamorphose erfahren und sind durch die Marmorisierung zu diesen geworden. Reiner Marmor setzt sich aus mindestens 95 Volumenprozent Calcit und/oder Dolomit zusammen. Als unrein bezeichnete Marmore können 5 bis 50 Volumenprozent Silikatminerale enthalten; diese werden als Silikatmarmore bezeichnet. Viele gehören zu den Paragesteinen, das heißt, sie sind aus Sedimentiten (Ablagerungsgesteinen) hervorgegangen.
Eine Ausnahme bilden Marmore, die eine zweite Metamorphose durchlaufen haben und schon vorher Marmore und damit Metamorphite waren, und solche, die aus der Umwandlung von Karbonatiten entstehen. Als Karbonatit wird in der Geologie ein seltenes magmatisches Gestein bezeichnet, das mehr als 50 Volumenprozent, jedoch typischerweise 70 bis 90 Volumenprozent Karbonatminerale enthält. Vereinzelt kommen auch in Abfolgen karbonatischer Sedimentgesteine metamorphe Bereiche vor. Eine Klassifikation der gesamten Einheit als Marmor, Dolomit oder Kalkstein ist dadurch erschwert.
Keine Marmore im petrographischen Sinne sind die Agglo-Marmore sowie Kunst- und Stuckmarmore, welche von Menschenhand hergestellt werden.

### Nichtpetrographische Definitionen

#### Kulturbegriff
Im deutschsprachigen Raum werden unzählige Kalksteine, Kalkbrekzien, Dolomite, Travertine, Onyxmarmore und zum Teil weitere Gesteine, die kein oder nur wenig Karbonate enthalten, als Marmore bezeichnet, zum Beispiel Serpentinite und Ophicalcite. Marmor als Kulturbegriff ist seit Jahrhunderten in der Literatur der Themenbereiche Architektur, Innenausstattung, Kunstgewerbe, Kunstgeschichte und anderen Bereichen in petrographisch falscher Anwendung verbreitet, ohne dass dies Folgen hat. Erklärbar ist das auch dadurch, dass sich erst in der zweiten Hälfte des 19. Jahrhunderts ein geowissenschaftliches Verständnis über Gesteinsmetamorphosen entwickelte, wonach sich tatsächlicher Marmor vom Kalkstein durch geologische Umwandlungsprozesse unterscheidet.
In Italien werden unter der Bezeichnung marmi (Plural-Form) gelegentlich auch polierte Granite und Gneise verkauft, obwohl sie von ihrer Textur mit Karbonatgesteinen oft nur entfernt vergleichbar sind und eine völlig andere chemisch-mineralogische Zusammensetzung als die Marmore haben. Die Anwendung des Wortes Marmor (italienisch: marmo, französisch: marbre, englisch: marble, spanisch: mármol, portugiesisch: mármore, schwedisch: marmor, russisch: мра́мор, tschechisch: mramor, polnisch: marmur, ungarisch: márvány) als umfassender Kulturbegriff ist fast in allen Ländern verbreitet. In Frankreich wird etwas stärker differenziert, indem für Kalksteine aller Art deutlich akzentuiert die Worte calcaire (deutsch: Kalkstein) oder nur pierre (deutsch: Stein) eingesetzt werden. Trotzdem wird in der französischen Alltagssprache auch keine exakte petrographische Unterscheidung getroffen. Einige Kalksteine bezeichnet man jedoch auch als marbre (z. B. Marbre Rose de Guillestre, Marbre de Campan oder Marbre de Vérone).

#### Ökonomischer Begriff

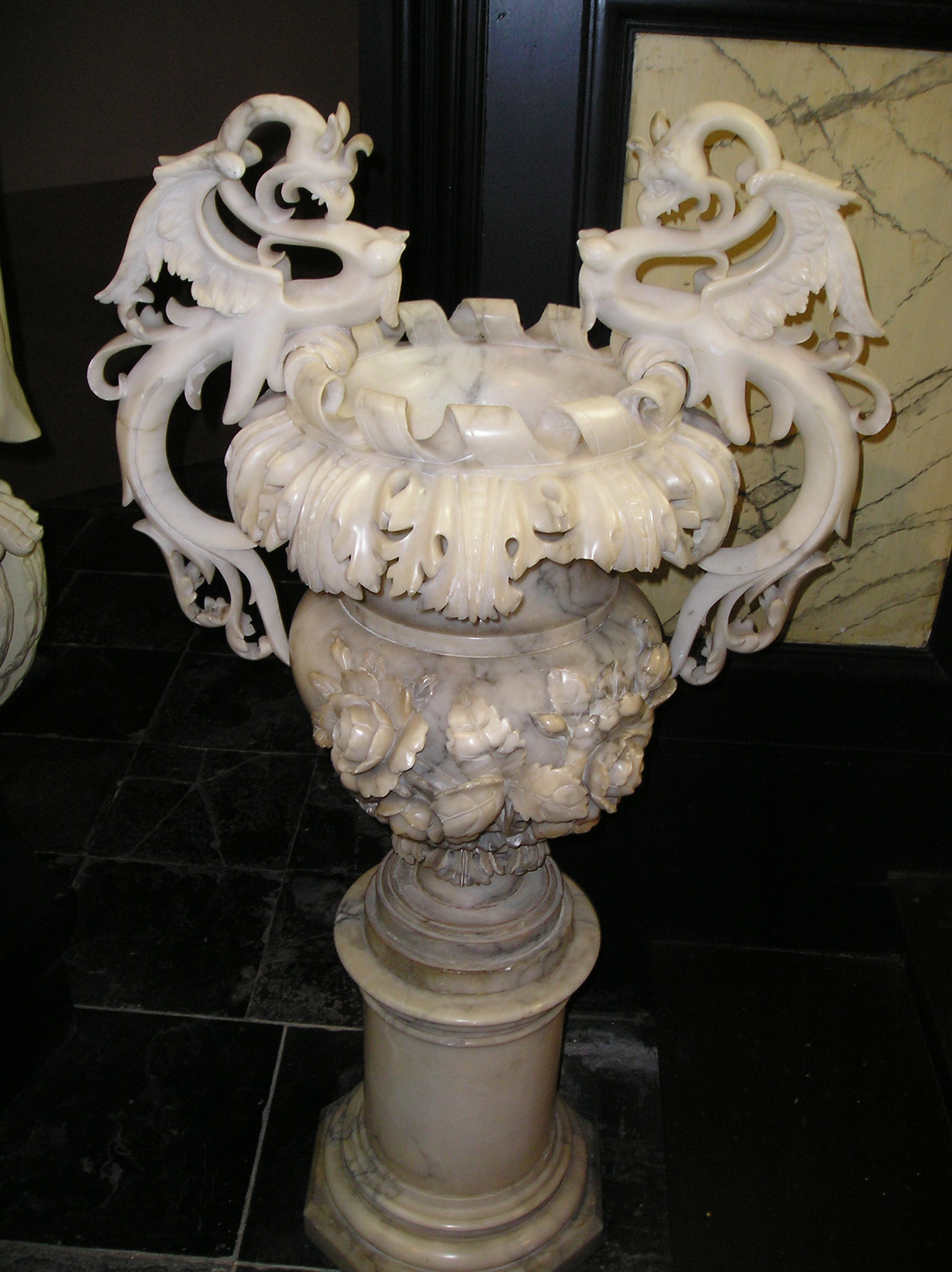
Filigrane Marmorvase

Während die beliebige Verwendung des Marmorbegriffs im Kulturleben ohne Folgen bleibt, kann dies in der Ökonomie Konsequenzen haben. Im Geschäftsleben werden polierfähige Kalksteine wie zum Beispiel der sogenannte Jura-Marmor, ein Kalkstein, durchaus als Marmor angeboten. Dabei wird vom steinverarbeitenden Gewerbe in Verkaufsgesprächen Rücksicht darauf genommen, dass die Kunden im deutschsprachigen Raum zumeist lediglich Granit als überaus hartes Gestein, und Marmor als vermeintlich teures Gestein kennen. Bei einem Verkaufsabschluss ist ein Steinmetz nach der derzeit geltenden DIN EN-Norm von 2018 und entsprechenden Rechtsprechung angehalten, beispielsweise auf den Unterschied zwischen Kalkstein und Marmor ausdrücklich hinzuweisen.

## Entstehung
Marmor entsteht durch metamorphe Umwandlung von Kalksteinen, Dolomiten und anderen carbonatreichen Gesteinen unter Einfluss von hohem Druck und hoher Temperatur infolge hoher Sedimentsauflast und/oder tektonischer Versenkung (Regionalmetamorphose) oder durch Aufheizung im Kontakt mit Gesteinsschmelze (Kontaktmetamorphose). Sind Dolomite umgewandelt worden, spricht man von einem Dolomitmarmor.
Bei der Kontaktmetamorphose intrudieren granitische oder andere Magmen in die obere Erdkruste. Falls sie die Erdoberfläche nicht erreichen, verbleiben sie in der Erdkruste, kühlen in Magmenkammern über Jahrtausende ab und erstarren zu Granit oder magmatischen Gesteinen ähnlicher Zusammensetzung. Während dieser Phase der Abkühlung können sich karbonatreiche Gesteine in der Umgebung des Granitplutons zu Marmor umwandeln. Bei einer Kontaktmetamorphose herrscht ein Druck von bis zu 10 Kilobar und eine Temperatur von über 400 °C.
Bei der Regionalmetamorphose werden große Mengen an Gestein unter Druck und Hitze ohne Magmenkontakt umgewandelt. Diese Prozesse laufen sehr langsam ab. Dabei können zum Beispiel Marmore mit Richtungsgefüge (spaltraue Platten gewinnbar) entstehen. Die bevorzugte Spaltrichtung liegt meist orthogonal zur Richtung der früheren Hauptspannung. Da sich Marmore ab einem bestimmten Druck- und Temperaturniveau duktil verformen, können sie Falten und Fließgefüge zeigen, die bei inhomogener Verteilung der Nebengemengebestandteile als Marmorierung sichtbar sind (z. B. im Saillon-Marmor von Saillon, Schweiz). Duktil bedeutet in der Geologie, dass sich Gesteine insbesondere der unteren kontinentalen Erdkruste unter tektonischem Stress (Hitze und Druck) nicht spröde, sondern plastisch deformieren.

## Merkmale und Mineralbestand

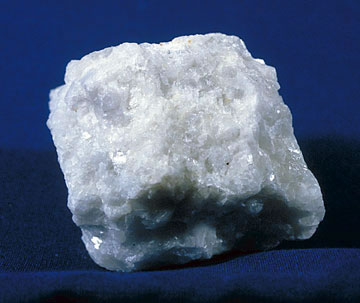
Marmor, Handstück

Marmore sind in der Regel mittel- bis großkristallin, die einzelnen Calcitkristalle variieren wenig in der Größe und sind oft mit bloßem Auge zu unterscheiden. Es kommen jedoch auch extrem feinkristalline Marmore wie beispielsweise die Sorte Statuario aus Carrara vor, die bei den Bildhauern sehr begehrt ist. Das Merkmal der Kristallinität gilt auch für Marmore, deren Ausgangsgesteine ein Sedimentkorngefüge besaßen, wie die Mehrzahl der Meta-Kalksteine und Meta-Mergelsteine (auch ein Meta-Gestein ist beispielsweise ein aus einem Sandstein entstandener Sandstein usw.). Aufgrund des kristallinen Gefüges ist der Porenraum des Marmors gering, was zu einer hohen Frostbeständigkeit vieler Marmorsorten führt, sie ist jedoch nicht für alle Sorten zu verallgemeinern. Ein typisches Kennzeichen des Marmors ist das Fehlen von Fossilien. Marmore erkennt man optisch auch daran, dass einzelne Kalkspatkristalle in der Spaltfläche, je nach Richtung des Lichteinfalls, glitzern (siehe Abbildung).
Die Dichte von Marmor beträgt 2,6 bis 2,8 t/m³.
Stoffliche Beimengungen in den Ursprungsgesteinen führen bei vielen Marmoren zu dem typischen Dekor, zur sogenannten Marmorisierung. Marmor kommt in verschiedenen Farben vor – von schwarzgestreift über gelb, grün, rosa bis zu weißem Marmor. Rote bis rötliche Marmore werden durch Hämatit, gelbe bis braune durch Limonit, leicht bläuliche und graublaue durch Graphit, kohlige Substanzen oder Bitumen und grüne Marmore durch Chlorit oder Serpentinminerale eingefärbt. Mehrfarbige Marmore enthalten unterschiedliche Mineralbeimengungen und/oder verschiedene Kristallausbildungen. Einheitlich schwarz gefärbte Marmore gibt es nicht.
Der weiße Marmor, wie er unter anderem bei Carrara in den apuanischen Bergtälern in Italien und im Krastal in Österreich gefunden wird, wird stark nachgefragt. In Deutschland gibt es wenige Marmorvorkommen, die für Naturwerkstein wirtschaftlich in Frage kommen, beispielsweise der Wunsiedler Marmor im Fichtelgebirge. Im Erzgebirge wird bei Hammerunterwiesenthal Calcit- und Dolomitmarmor abgebaut, der vorwiegend zu Schotter und feinsten Gesteinsmehlen verarbeitet und hauptsächlich als Zuschlagstoff für die Industrie verwendet wird. Durch die hohe Kluft- und Störungsdichte können keine ausreichend großen Blöcke gewonnen werden, die sich für die wirtschaftliche Nutzung in der Natursteinfertigung eignen. Eine zeitweilige Bedeutung als Bildhauermaterial hatte der Crottendorfer Marmor erlangt.
Typische Dolomitmarmore sind die des Raurisertals in Österreich und der Thassos-Marmor von der gleichnamigen griechischen Insel. Eine Besonderheit ist der sogenannte Cipollino (italienisch für „Zwiebel“), ein Marmor, dessen Dekor wie eine Zwiebel geschichtet ist.
Die weißen Marmore sind lichtdurchlässig. Durch eine Marmorsorte aus Paros schimmert es bis zu einer Steindicke von etwa 3,5 Zentimeter und durch die aus Carrara bis etwa 1,5 Zentimeter hindurch. Die sogenannte Transluzenz ist abhängig von der Kristallstruktur und der Porenradienverteilung. Je dichter ein Marmor ist, desto transluzenter ist er. Ein typisches Beispiel ist der aus der Türkei bei Afyon abgebaute Marmor.

## Gewinnung und Verarbeitung von Marmor

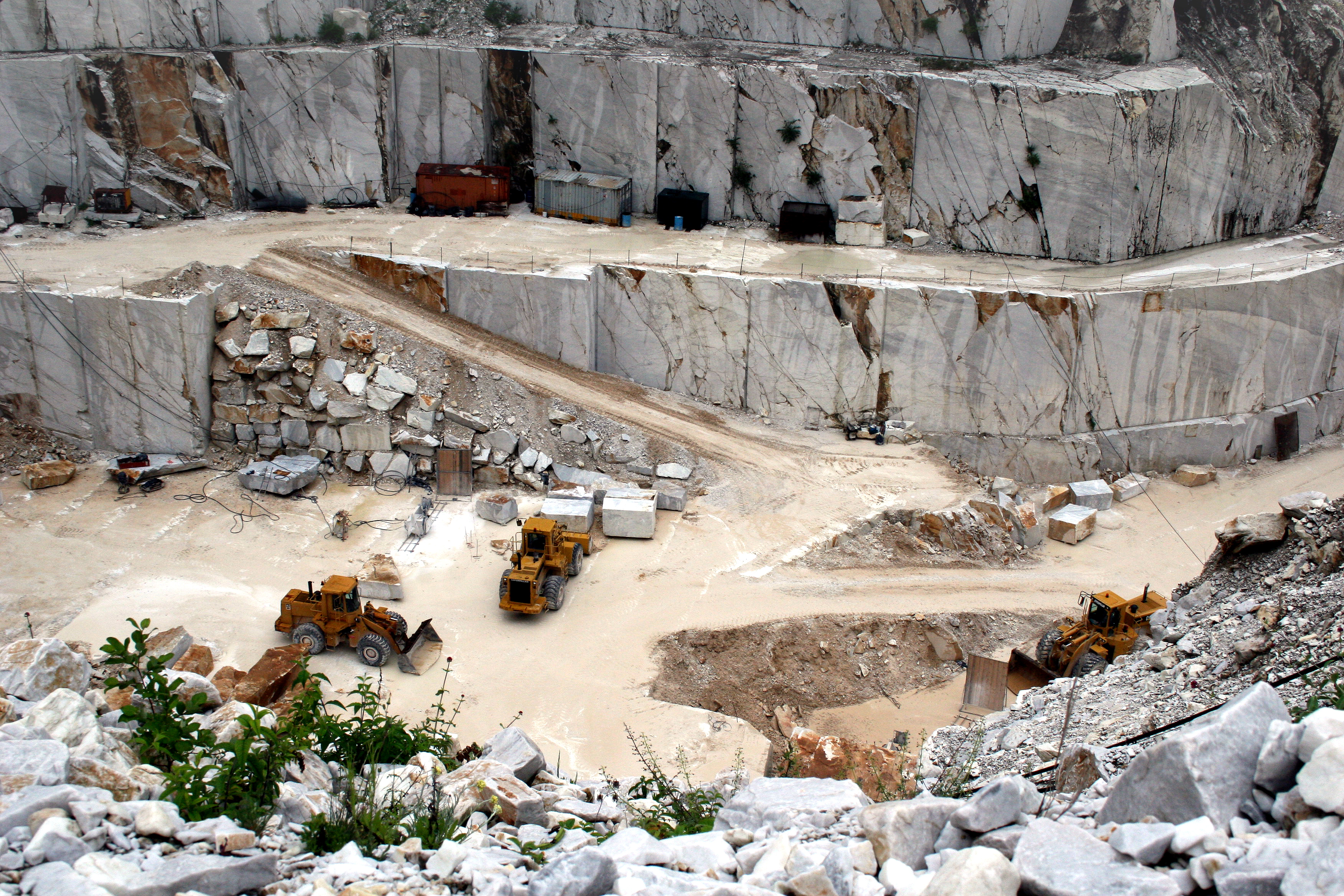
Abbau von Carrara-Marmor

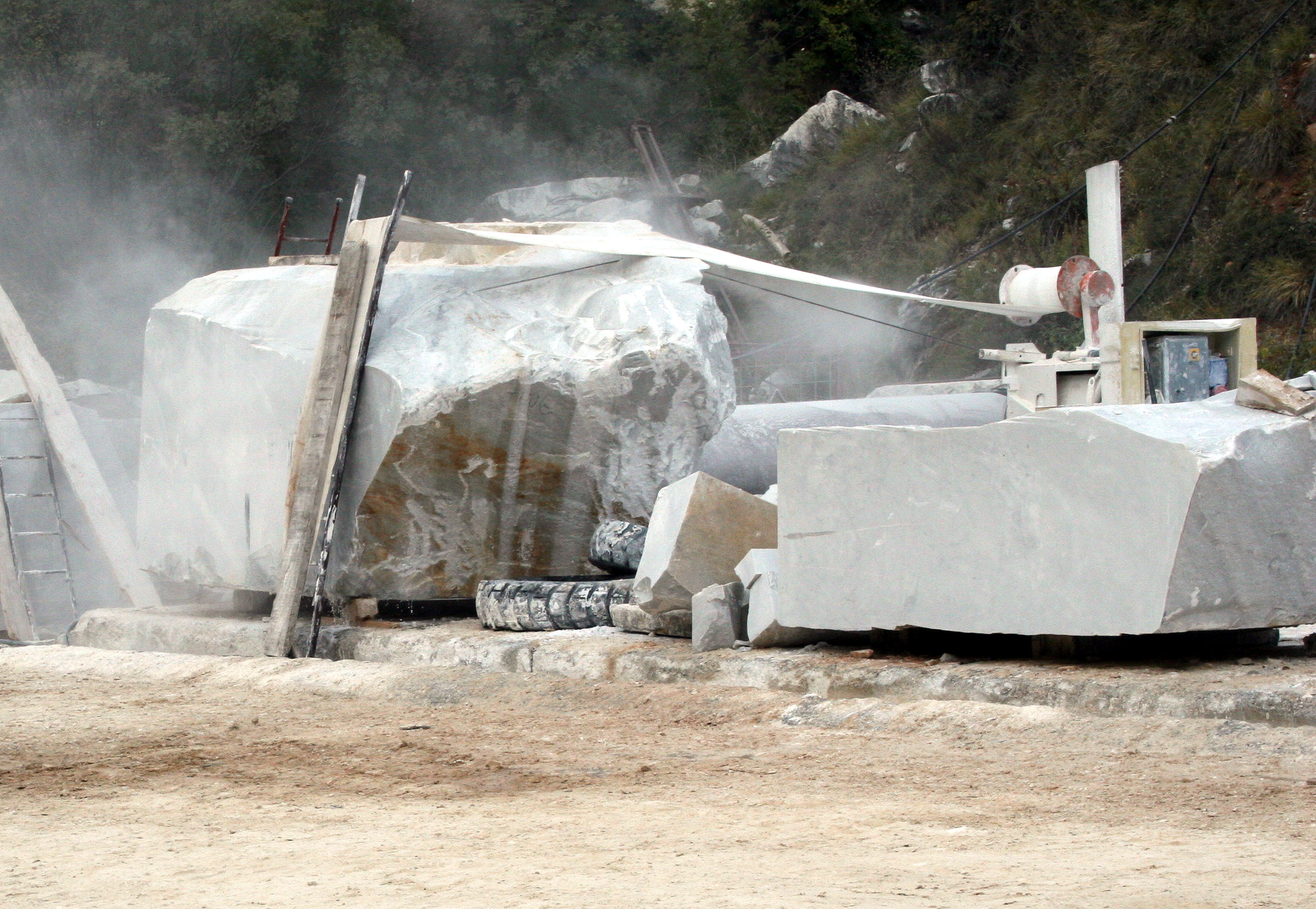
Eine Seilsäge formatiert einen Marmor-Rohblock in einem Steinbruch in den Bergen von Carrara

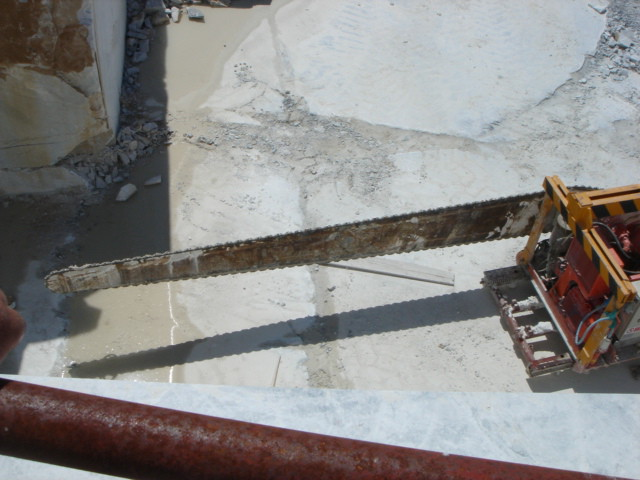
Eine Schräme mit einem 5 Meter langen Schwert, eine Art Kettensäge, schneidet Marmor-Rohblöcke aus den Steinbruchwänden

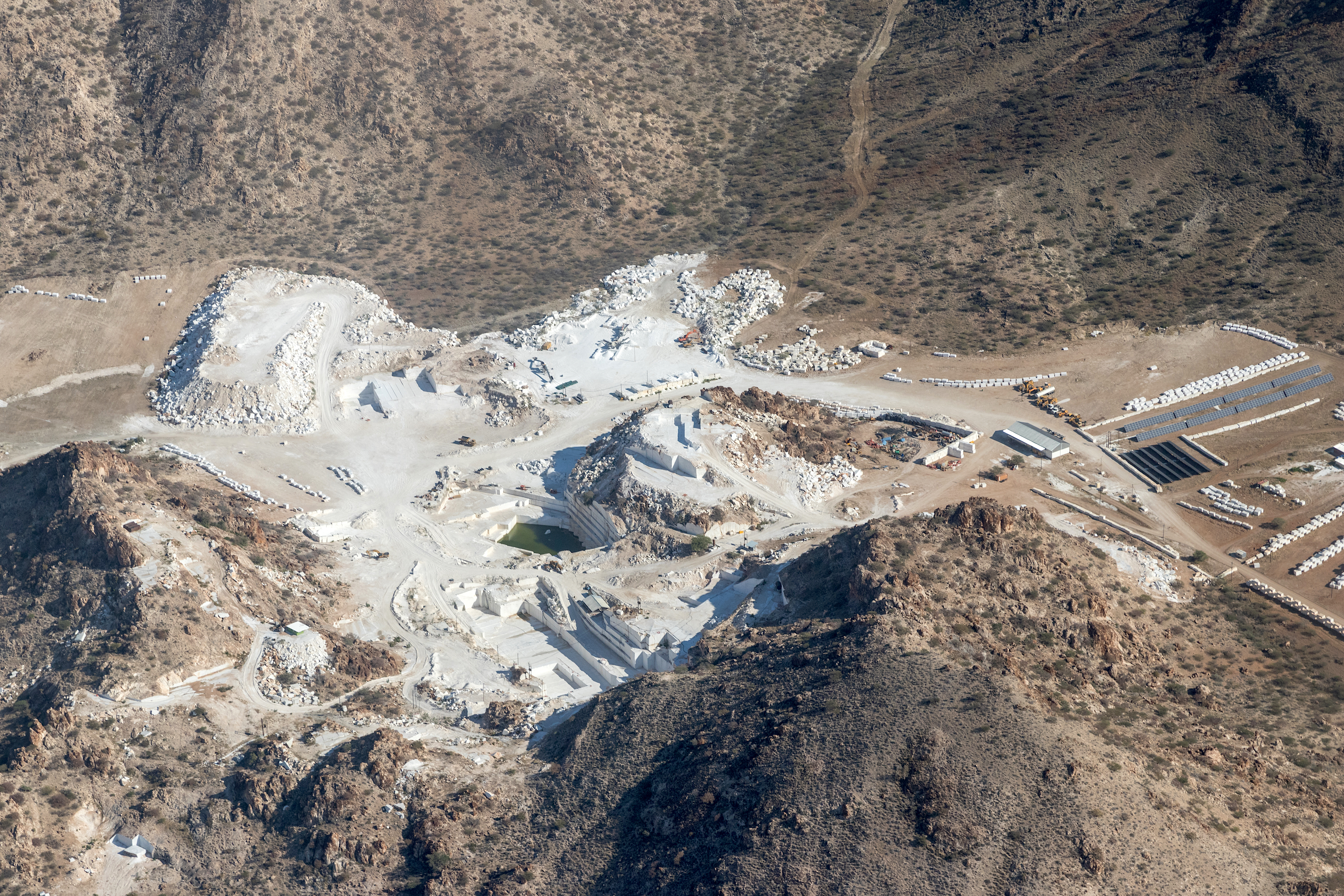
Sicht über eine Marmor-Mine der Marmorwerke Karibib (2018)

Früher wurde Marmor unter Ausnutzung von Klüften mittels Hebestangen und unter Verwendung von mit Wasser zum Quellen gebrachten Holzkeilen gewonnen. Erst später kam es zum Einsatz von Keilen aus Eisen.
Marmor wird in Europa seit langem gewonnen. Auf der griechischen Insel Paros wird etwa seit dem 7. Jahrhundert v. Chr. und in Carrara seit dem 2. Jahrhundert v. Chr. Marmor abgebaut. Bis in die Renaissance änderte sich an der Gewinnungstechnik für Marmore wenig. Von der Renaissance bis in die 1960er Jahre wurde teilweise mit Sprengladungen gearbeitet, die in Bohrlöcher eingebracht wurden. Beim Einsatz von explosiven Sprengmitteln kam es zu hohem Anfall von Gesteinsschutt und das Gestein wurde durch die Sprengwirkung zum Teil erheblich geschädigt.
Technische Neuerungen im großen Stil in der Marmorverarbeitung kamen aus Carrara in Italien. Um 1815 erfand der italienische Arbeiter Giuseppe Perugi die erste Gattersäge für Naturstein mit mehreren Sägeblättern, die von schnelllaufenden Wasserrädern angetrieben wurde. Der Schweizer Carlo Müller hat diese Technik weiter verbessert, bis 1831 der Franzose Nerier Stein-Gattersägen mit bis zu acht Sägeblättern eingeführt hatte, die es ermöglichten, mehrere großformatige, ein Zentimeter dünne Marmor-Platten herzustellen; das Verfahren wurde 1867 bei der Weltausstellung in Paris prämiert. 1870 gab es bereits 40 Sägereien mit dieser Technik in Carrara, 15 in Massa, 26 in Seravezza. 1895 wurde in Italien in Carrara erstmals Spiraldraht zum Heraussägen der Steinblöcke verwendet, der von Dieselmotoren angetrieben wurde. Zur Kühlung des Drahtes wurde nicht nur Wasser genutzt, sondern die Stahlseile waren Hunderte von Metern lang und wurden hinter dem Auslauf aus der Schnittfuge über Umlenkrollen durch die Steinbrüche geführt, damit sie zwischendurch abkühlen konnten. Später wurden die Dieselmotoren durch Elektromotoren ersetzt. Heute wird Marmor nicht mehr mit den oben genannten Lang-Seilsägen, sondern mit Kurz-Seilsägen die nur noch mehrere zehn Meter lange sogenannte Diamantseile tragen oder aber mit Schrämen herausgesägt.
Seilsägen führen je nach Bedarf lange, dicht mit Hartmetallperlen besetzte Stahlseile durch die Marmorschichten im Steinbruch oder durch die Rohblöcke in den Betrieben. In den Hartmetallperlen befinden sich Industriediamanten. Ein ständiger Wasserstrom kühlt die Sägeseile.
In Italien schneiden meist Schrämen mit Sägeschwertern bis zu einer Länge von 4 bis 5 m Lösefugen in die marmornen Gesteinsschichten, die eine Arbeitstiefe von etwa 2–2,50 m erreichen. Schrämen sind fahrbare große Kettensägen, die ohne Wasserkühlung arbeiten. Des Weiteren werden Rohblöcke mit Druckluftbohrhämmern und Steinspaltwerkzeugen nach Bedarf weiter formatiert.
In die Lösefugen, die die Seilsägen und Schrämen herstellen, werden sogenannte Lösekissen aus Stahlblech eingelegt, die entweder mit Wasser- oder mit Luftdruck gefüllt werden. In diesem Arbeitsvorgang werden die Blöcke zum weiteren Transport aus der Steinwand geschoben. Im Steinbruch werden die gelösten Blöcke mit gewaltigen Radladern bewegt und anschließend zum Weitertransport auf Lastkraftwagen verladen, sofern sie nicht unmittelbar vor Ort weiterverarbeitet werden.
Die Marmor-Rohblöcke werden mit Gattersägen, die zwischen 80 und 120 Sägeblätter haben, in Platten gesägt, anschließend werden die Sichtseiten geschliffen und gegebenenfalls poliert. Marmore zur Werksteinverwendung werden mit Steinsägen auf das gewünschte Maß geschnitten.
Der Polierprozess des Marmors und anderer Naturwerksteine erfolgt seit dem Industriezeitalter in zunehmendem Maße mit maschinellen Mitteln, wobei handgeführte und vollautomatisierte Maschinentechnologien zum Einsatz kommen. Das trifft in besonderer Weise auf das Flächenpolieren zu, das seit etwa 1975 in den europäischen Verarbeitungszentren vollständig automatisiert ist. Für das Polieren dreidimensionaler Objekte mit unregelmäßig gewölbten Kleinflächen, wie beispielsweise bei den Arbeiten eines Bildhauers, sind kleine maschinelle Werkzeuge sowie manuell bediente Bearbeitungsmittel erforderlich. Der eigentliche Poliervorgang ist den notwendigen und vorangegangenen Schleifvorgängen weitgehend ähnlich. Ein meistens drehender Schleifteller trägt industriell hergestellte und normierte Schleifkörper, die in einer weichen Bindemasse abrasive Bestandteile mit definierten Korngrößen enthalten. Diese Schleifkörper können ring- oder quaderförmig sein. Der auf die Marmorfläche mit erforderlichem Druck und Drehgeschwindigkeit aufgebrachte Teller mit den befestigten Schleifkörpern nimmt geringste Unebenheiten der bereits sehr fein geschliffenen Marmoroberfläche weg. Je feiner und schonender dieser Vorgang vorgenommen wird, umso glänzender wird die behandelte Oberfläche. Die Polierzone wird mit Wasser gekühlt (bei einzelnen Gesteinen auch andere Kühlmittel), damit die Hitzeentwicklung keine Mikrorisse in den Gesteinskristallen erzeugt, was das Ergebnis mindern würde, aber auch um den entstehenden Schleifschlamm hinwegzuführen. Als abrasive Materialien in den Schleifkörpern werden heute üblicherweise Aluminiumoxid (Korund), Siliciumcarbid, Zinnoxid oder ein Gemisch aus Magnesiumoxid und Magnesiumchlorid eingesetzt. Die in den historischen Handwerkstechniken verwendeten Poliermittel, geeignete Erden (z. B. Tripel), Kleesalz oder in Manufakturen erzeugte Substanzen (z. B. Polierrot), finden heute nur in besonderen Fällen Verwendung; ebenso Diamantpulver. Zudem sind in den Schleifkörpern duroplastische Kunststoffe enthalten, die für das Endergebnis einen förderlichen Einfluss während des Poliervorganges ausüben. In der abschließenden Behandlung (Finish) des Polierprozesses können bedarfsweise gelöste Harze oder Wachse mit rotierenden Filzscheiben aufgetragen werden. Der Einsatz der Hilfs- und Poliermittel sowie die technologischen Bedingungen sind über den gesamten Verlauf der Oberflächenbehandlung von der jeweiligen Gesteinsart abhängig, d. h., sie werden mittels Tests und nach Anwendererfahrung abgestimmt und eingesetzt.

## Verwendung und Haltbarkeit

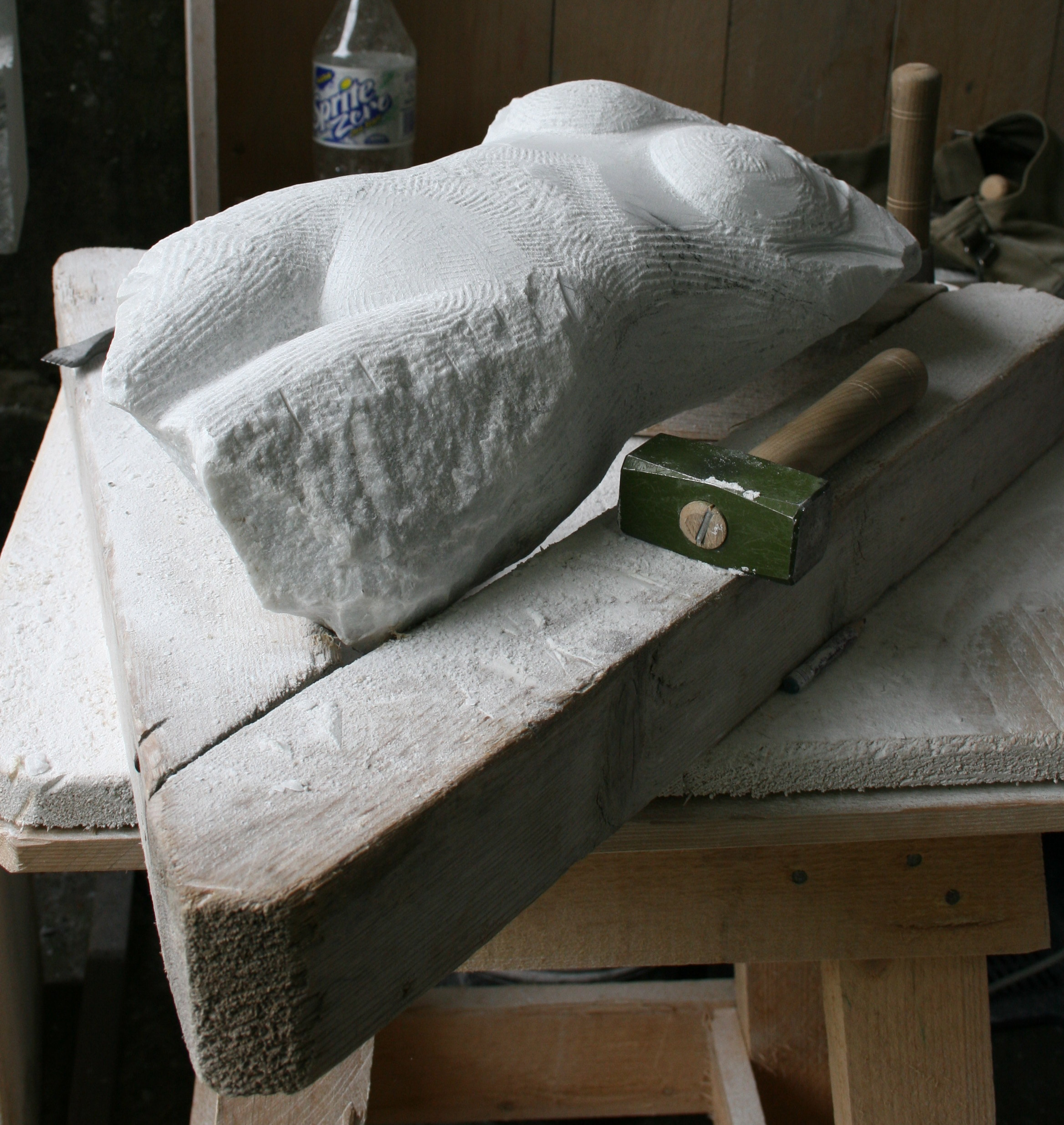
Ein Torso aus Marmor entsteht

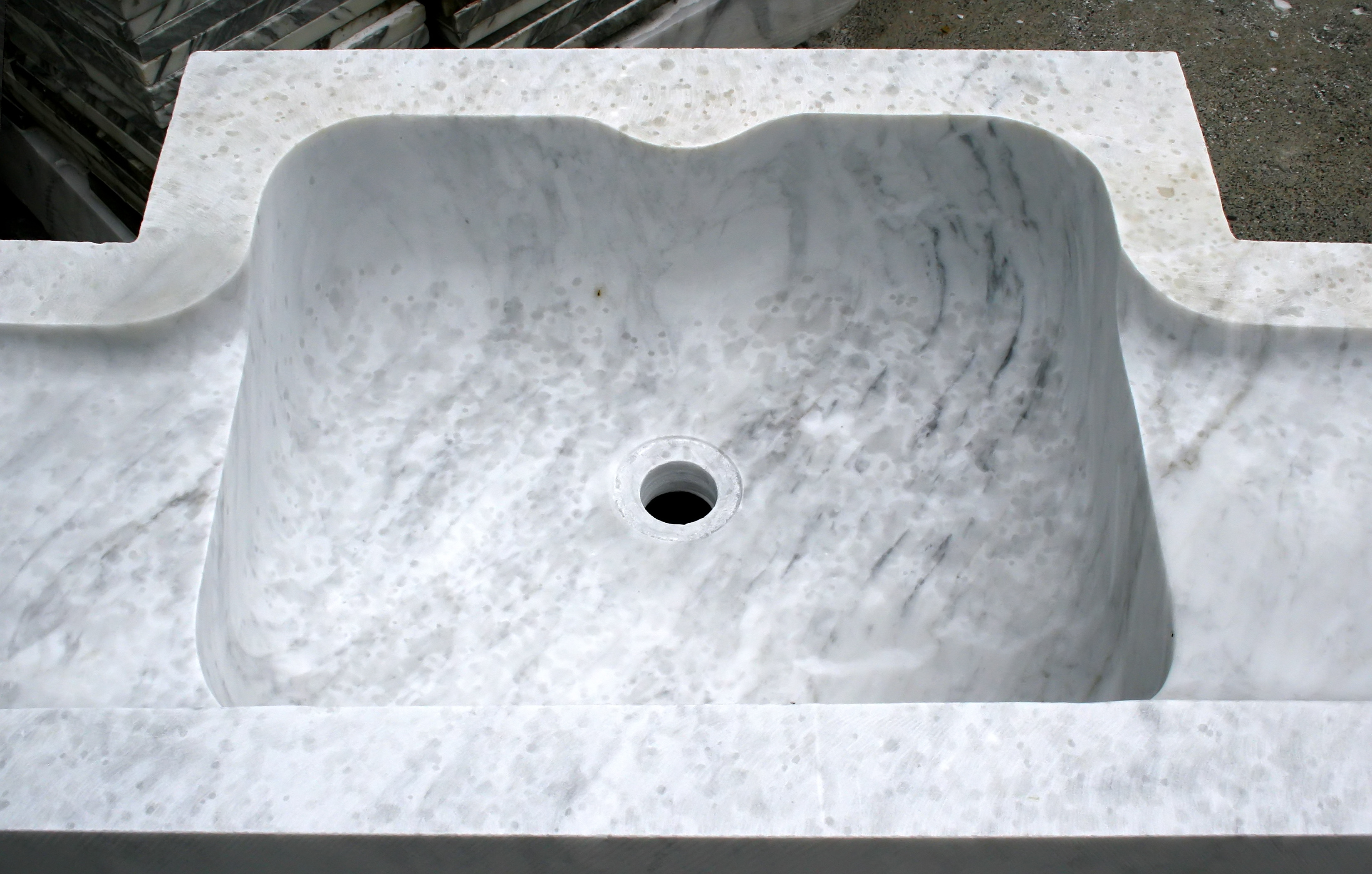
Waschbecken aus Carrara-Marmor

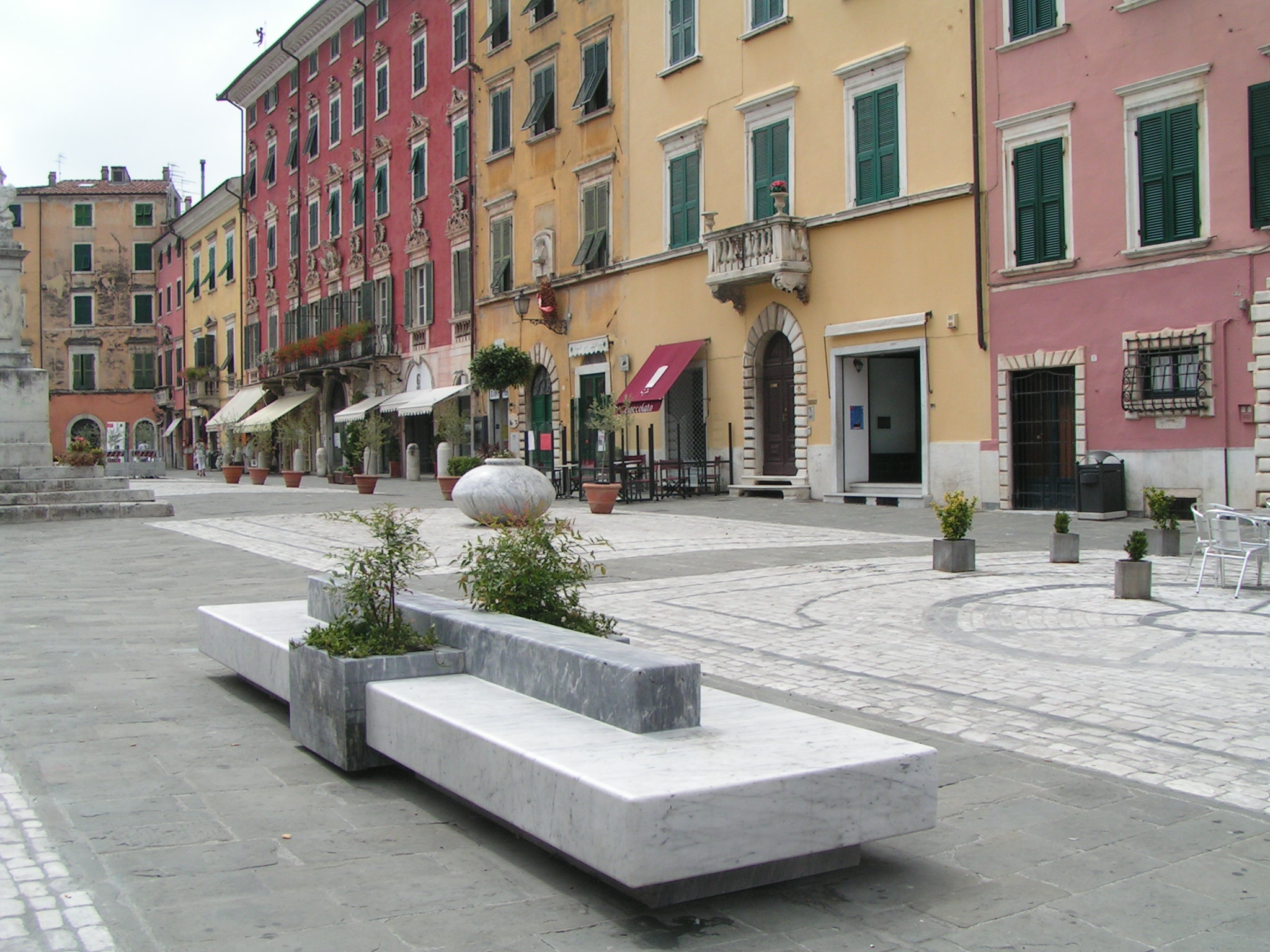
Sitzbank (dunkelblau ist Typ Bardiglio, hell ist Carrara-Marmor C) und Baumbehälter auf der Piazza Alberica in Carrara

Bauwerke und Plastiken der griechischen Antike wie die Akropolis und der Pergamonaltar, die Nike von Samothrake und die Venus von Milo bestehen aus griechischem Marmor. Im Römischen Reich waren Ehrenstatuen aus Marmor (sogenannte ἀγάλματα agálmata) Göttern sowie dem Kaiser und seinen Familienangehörigen vorbehalten. Bürgerliche Personen wurden dagegen gemeinhin mit Statuen aus Bronze (εἰκῶνες eikṓnes) geehrt. Marmorstatuen von ihnen wurden nur in privaten Räumen oder an Gräbern aufgestellt. Viele Kunstwerke der italienischen Renaissance, etwa Michelangelos Pietà, David und Moses bestehen aus italienischem Carrara-Marmor.
Wegen der großen kunsthistorischen Bedeutung sowie der sehr speziellen, nicht mit Sandsteinen und anderen Sedimenten vergleichbaren Materialeigenschaften ist die Marmorkonservierung ein eigenes Forschungsfeld.
Marmore sind heute im Innenausbau begehrt. Sie finden Verwendung als Boden- und Treppenbeläge sowie als Fliesen. Sie sind begehrte Bildhauermaterialien, vor allem der Carrara-Marmor. Aufgrund ihrer Empfindlichkeit gegenüber Säuren wie Essig, Wein, Zitrusfrüchten und bestimmter Reinigungsmittel sind unbehandelte Marmore nicht zur Verwendung in Küchen bzw. als Küchenarbeitsplatten zu empfehlen. Es kann zur Fleckenbildung kommen. Fleckschutzmittel – Silane und Siloxane – sind nicht unumstritten. Dolomitmarmor zeigt eine wesentlich höhere Resistenz gegenüber Amidosulfonsäure oder Fruchtsäuren als Calcitmarmor.
Seit Mitte der 1960er Jahre werden Fassadenplatten aus Naturstein mit einer Dicke von 30 bis 40 mm und einer Luftschicht von mindestens 2 cm vor der dahinterliegenden Wärmedämmung verankert. An einer Reihe befestigter Marmorplatten an Fassaden sind erhebliche Verbiegungen (sogenannte Schüsselungen) festgestellt worden, die zu statischen Problemen an bekannten marmorverkleideten Gebäuden, wie beispielsweise der Finlandia-Halle in Helsinki, dem Grande Arche de la Défense in Paris und dem Aon Center in Chicago führten. Die Verbiegungen resultieren vor allem aus der Feuchtigkeit der Platten an der Vorder- und Rückseite sowie im Tag-Nachtwechsel und Verwitterungsprozessen an den Oberflächen mit Auswirkungen an den Befestigungspunkten. Die Schüsselung des Marmors hat zu einem kostspieligen Austausch ganzer Fassaden und zu einem Imageproblem geführt, das sich in stark gesunkenen Produktionsraten der Marmorindustrie niederschlug. Es gibt durchaus Unterschiede bei den jeweiligen Marmorsorten, die in Fachplanungen zu berücksichtigen sind. Extrem bewitterte Marmorfassaden erscheinen nördlich der Alpen wenig zweckmäßig.
In Gegensatz zum deutschsprachigen Raum werden in Mittelmeerländern und in Frankreich Marmore und Kalksteine ganz selbstverständlich für Küchenarbeitsplatten, Waschbecken und andere Gebrauchsgegenstände in Wohnungen, aber auch außen (z. B. als Bordsteinkanten, Sitzbänke oder Pflanzbehälter für kleine Bäume) verwendet. Die Akzeptanz von Abnutzungserscheinungen an jedem Material ist eine Frage der persönlichen Einstellung zu allgegenwärtigen Gebrauchsspuren.
Beim Einbau polierter Marmorfußböden können sich je nach Nutzung relativ schnell matte Laufzonen abzeichnen. Dieses Phänomen gilt für alle polierten Fußböden aus Gesteinen, die aus Karbonatmineralen bestehen. Im Einzelfall kann sich dies bei Graniten ebenfalls einstellen.
Die oft als störend empfundene Saugfähigkeit der Marmore und Kalksteine ist eine Frage der Materialauswahl. Sie ist stets von der Porosität des jeweiligen Natursteins abhängig. Es gibt Marmore und Kalksteine, die eine Porosität unter einem Prozent besitzen. Empfindlich sind alle Marmore gegen sauren Regen und Säuren. Einzelne Granite und Gneise weisen auch eine spezifische Säureempfindlichkeit auf.
Gerundete Marmorsteine werden zur Herstellung von Steinteppichen verwendet.
Weitere Verwendung findet Marmor in feinster Pulverform als Scheuermittel in Zahnpasta und als Füllstoff bzw. Streichfarbe hochwertiger Papiere oder in Grundierungen der Tafelmalerei, auch als Weißpigment oder Weißmineral in Putzen und Wandfarben (siehe auch Calciumcarbonat). Die Belieferung dieser Industriezweige wird durch eigens hierfür ausgewählte Steinbrüche erfüllt.

## Biogene Besiedlung

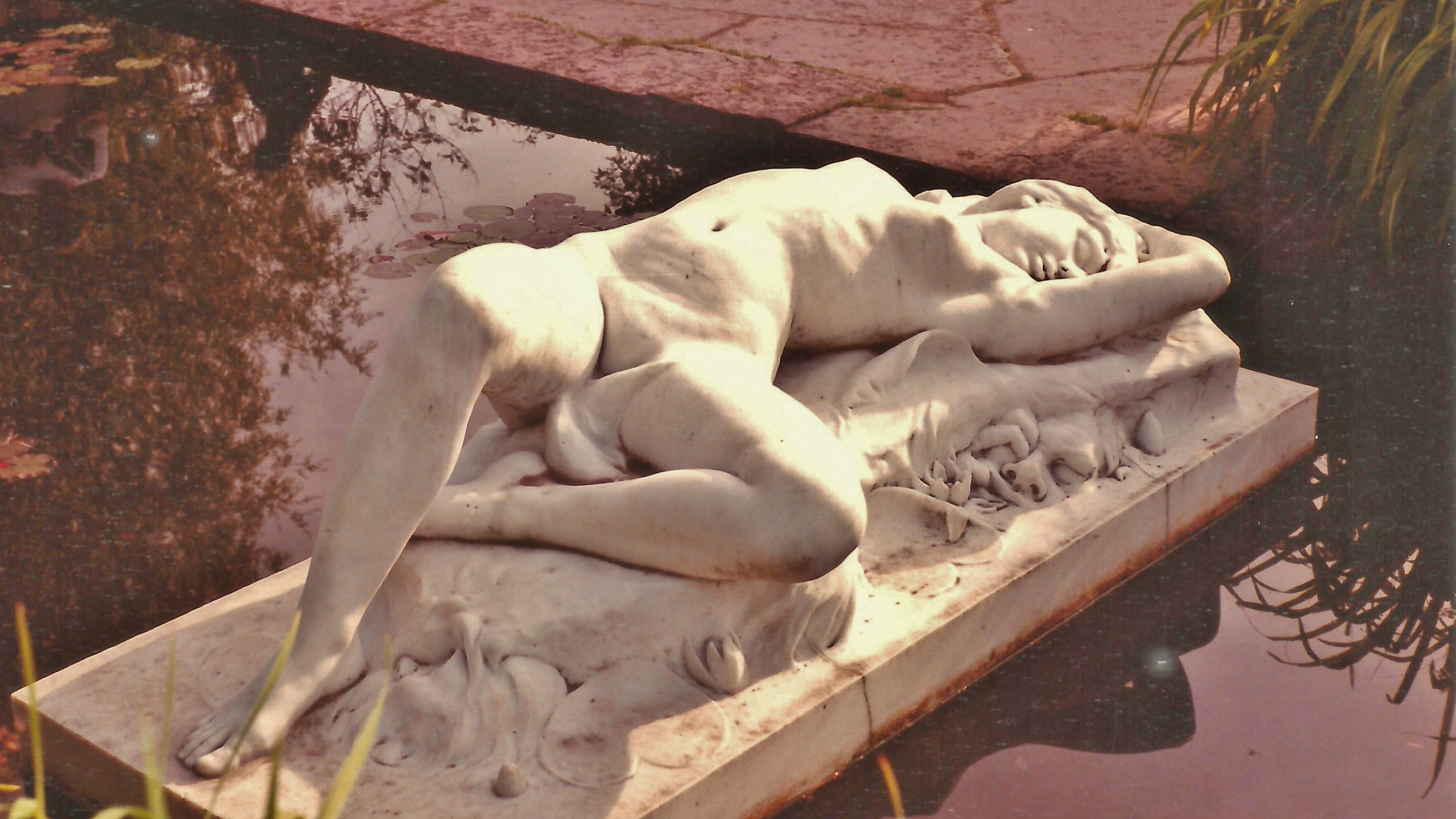
Biogene Besiedlung einer Marmorskulptur: Vielzahl von dunklen Flecken. Näckrosen (Seerose), Stockholm 1892, von Per Hasselberg. Kopie von 1953 von Giovanni Ardini (Italien) im Rottneros Park bei Sunne in Värmland/Schweden.

Marmor ist anfällig für biogene Besiedlung durch Algen, Bakterien, Moose und Flechten. Dies gilt insbesondere, wenn er im Freien der Witterung ausgesetzt ist. Beispielsweise sind in den Steinbrüchen des Carrara-Marmors in Italien die Wände, die aktuell nicht abgebaut werden, teilweise bereits nach wenigen Jahren mit großen schwarzen Flecken durch Algen und Flechten bedeckt, stellenweise sogar in geschlossenen Flächen.
Zu den restauratorischen Maßnahmen zur Beseitigung biogener Auflagen und Krusten an Skulpturen aus Marmor zählt vor allem eine vorsichtige manuelle Entfernung und eine mehrfache Behandlung mit speziellen Bioziden einschließlich späterem Nachwaschen.

## Marmorsorten
Marmore können in vielen Farben und Texturen auftreten. Die unten stehenden Abbildungen zeigen eine Auswahl von Marmorsorten.

Farben und Texturen von Marmoren
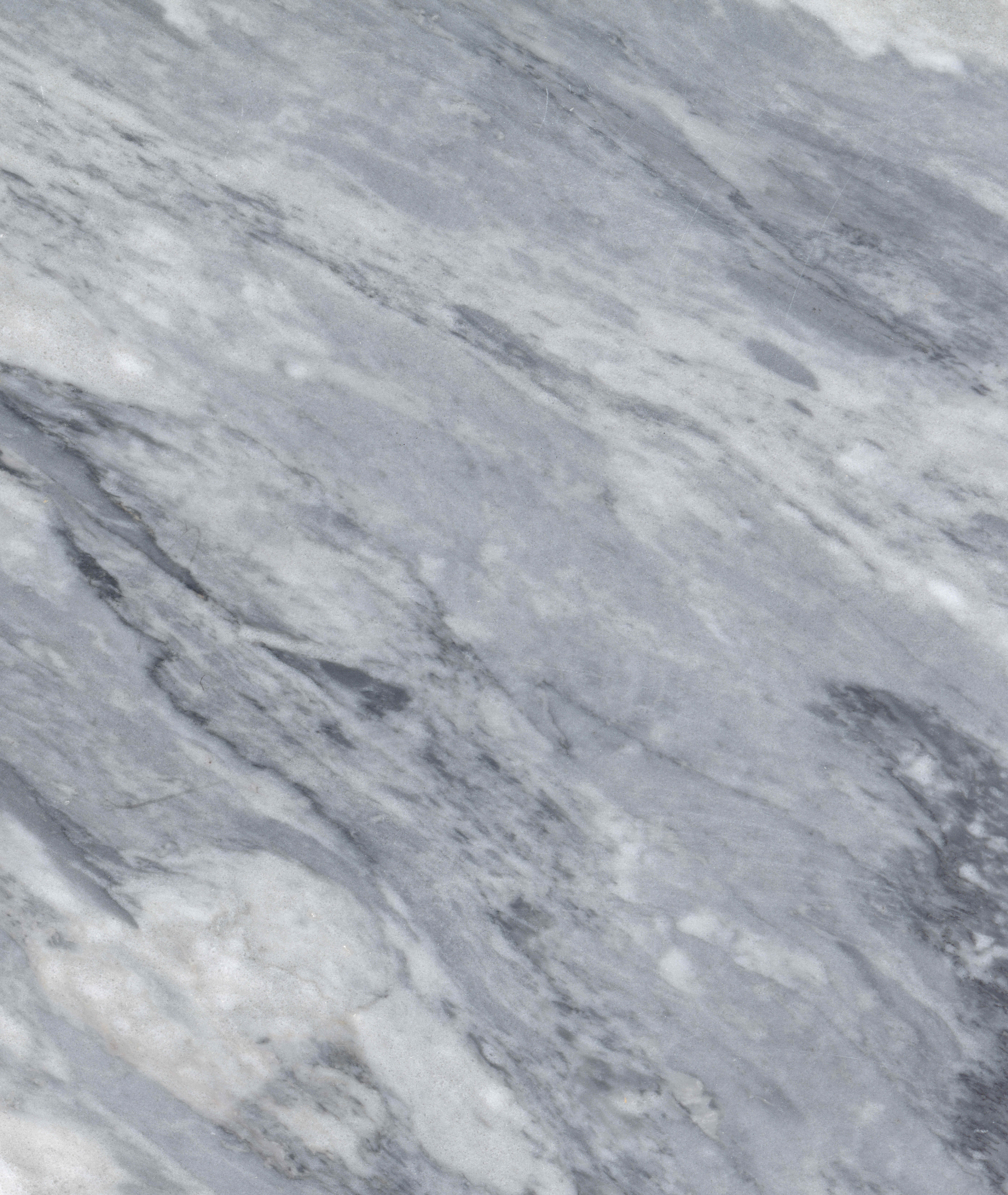
Bardiglio, Marmor, Carrara in Italien, (Jura), ca. 20 × 15 cm
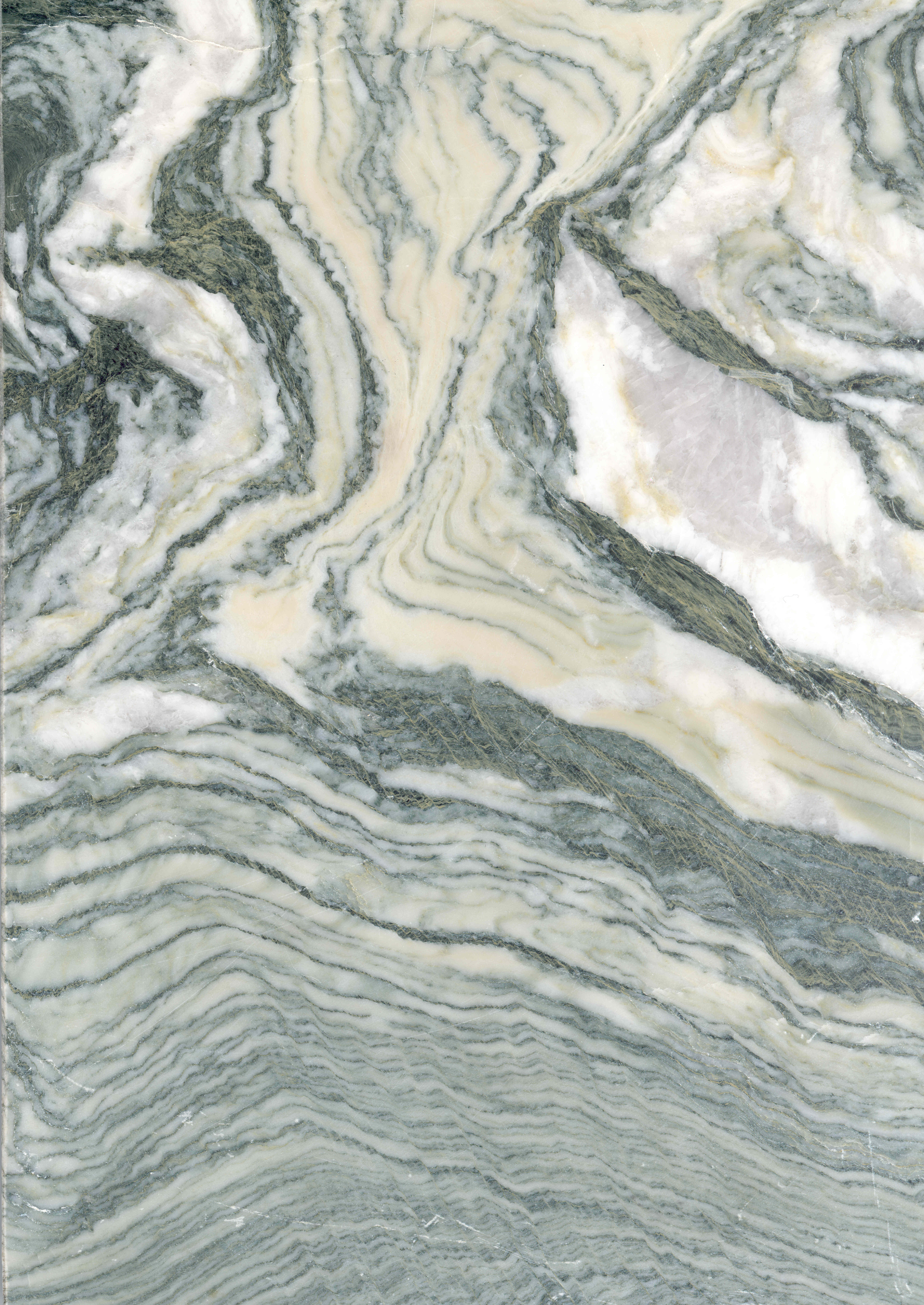
Cipollino Damascato, Silikatmarmor, Stazzema/Lucca in Italien, (Kreide), ca. 22 × 15 cm
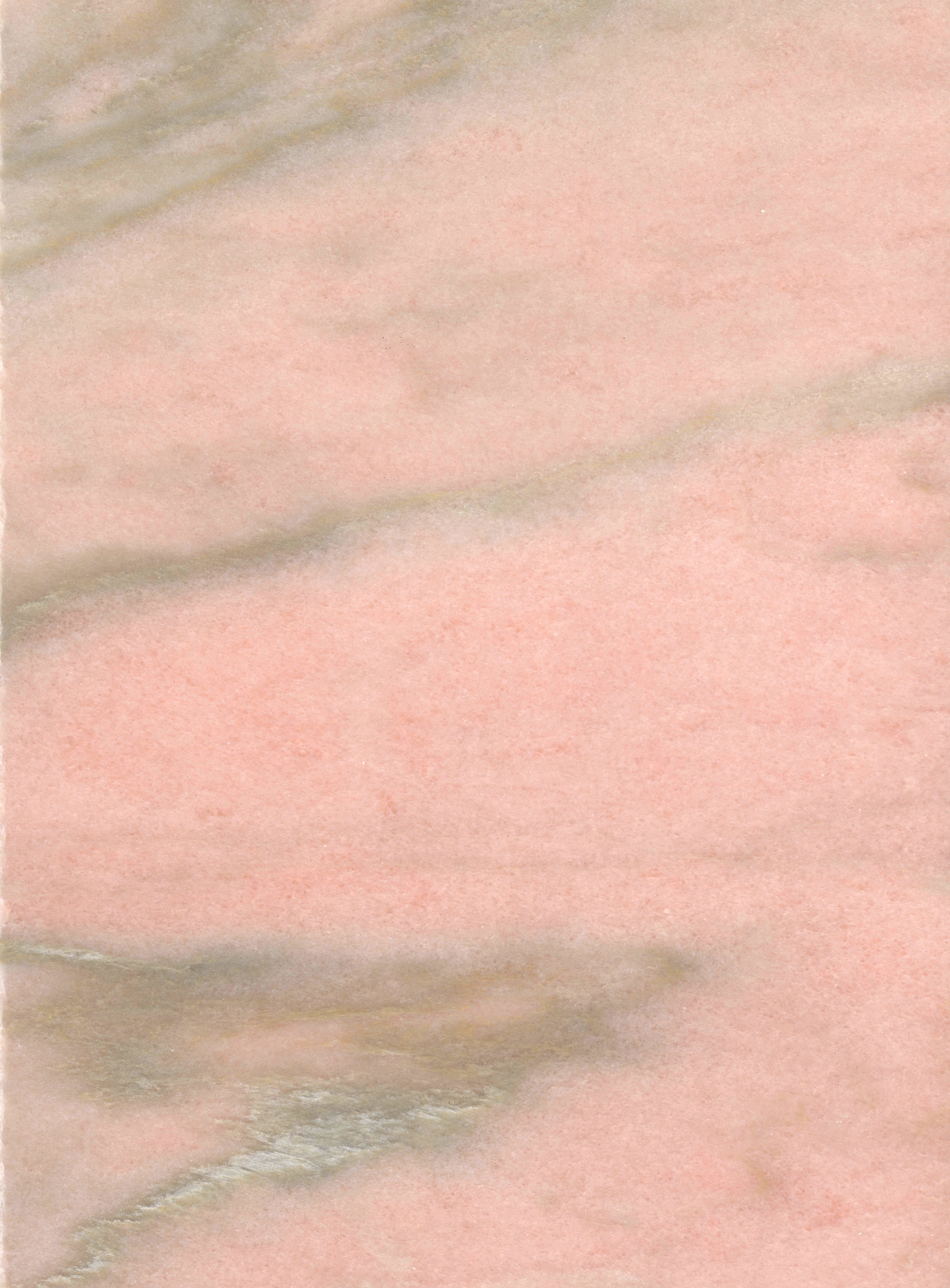
Estremoz, Marmor, Estremoz in Portugal, (Kambrium), ca. 22 × 15 cm
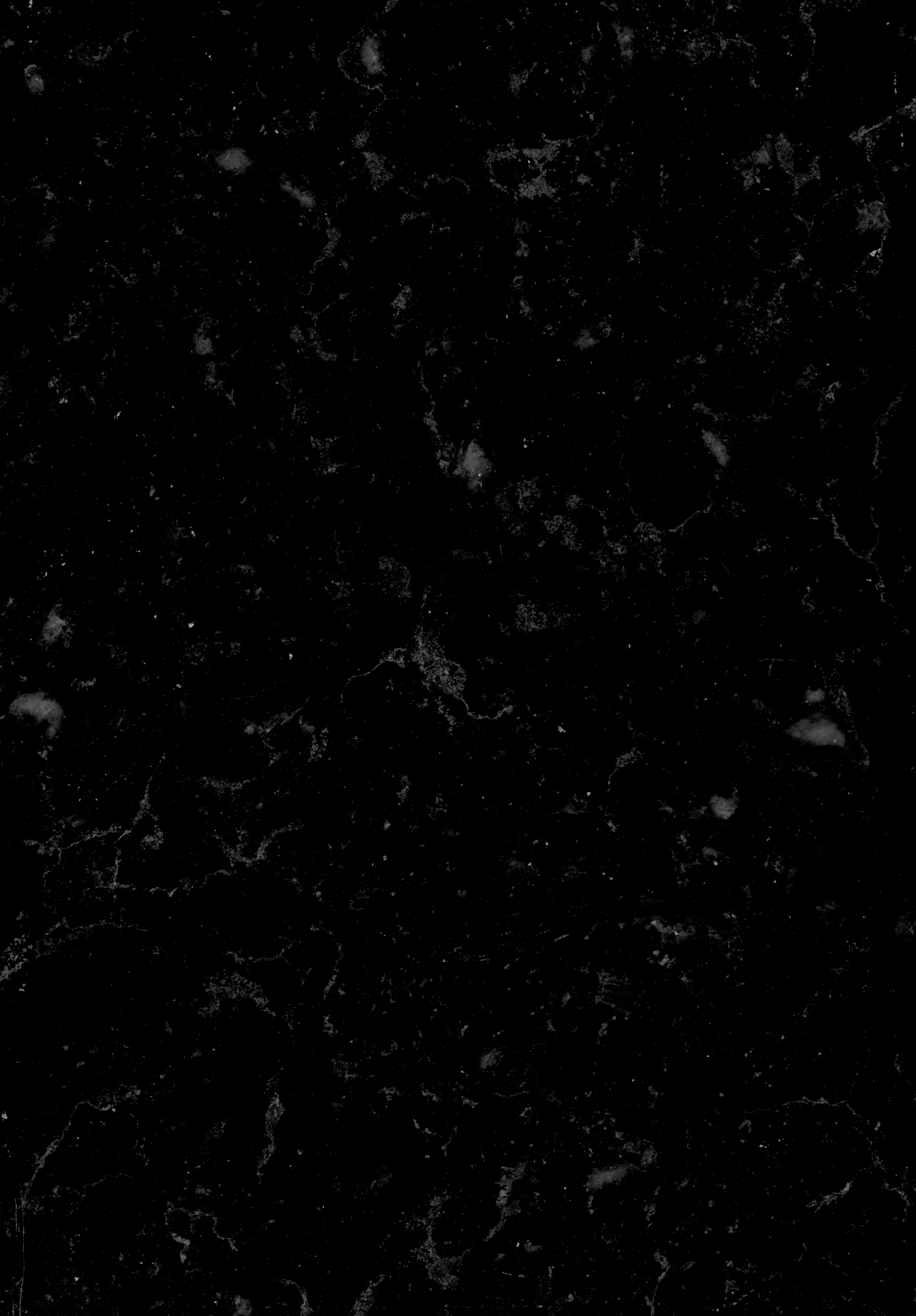
Aksehir Schwarz, Marmor (ein Marmor mit schwarzem Grundkörper und grauen bis hellgrauen/weißlichen Einsprengseln), Akşehir, Anatolien in der Türkei, (Trias), ca. 22 × 15 cm
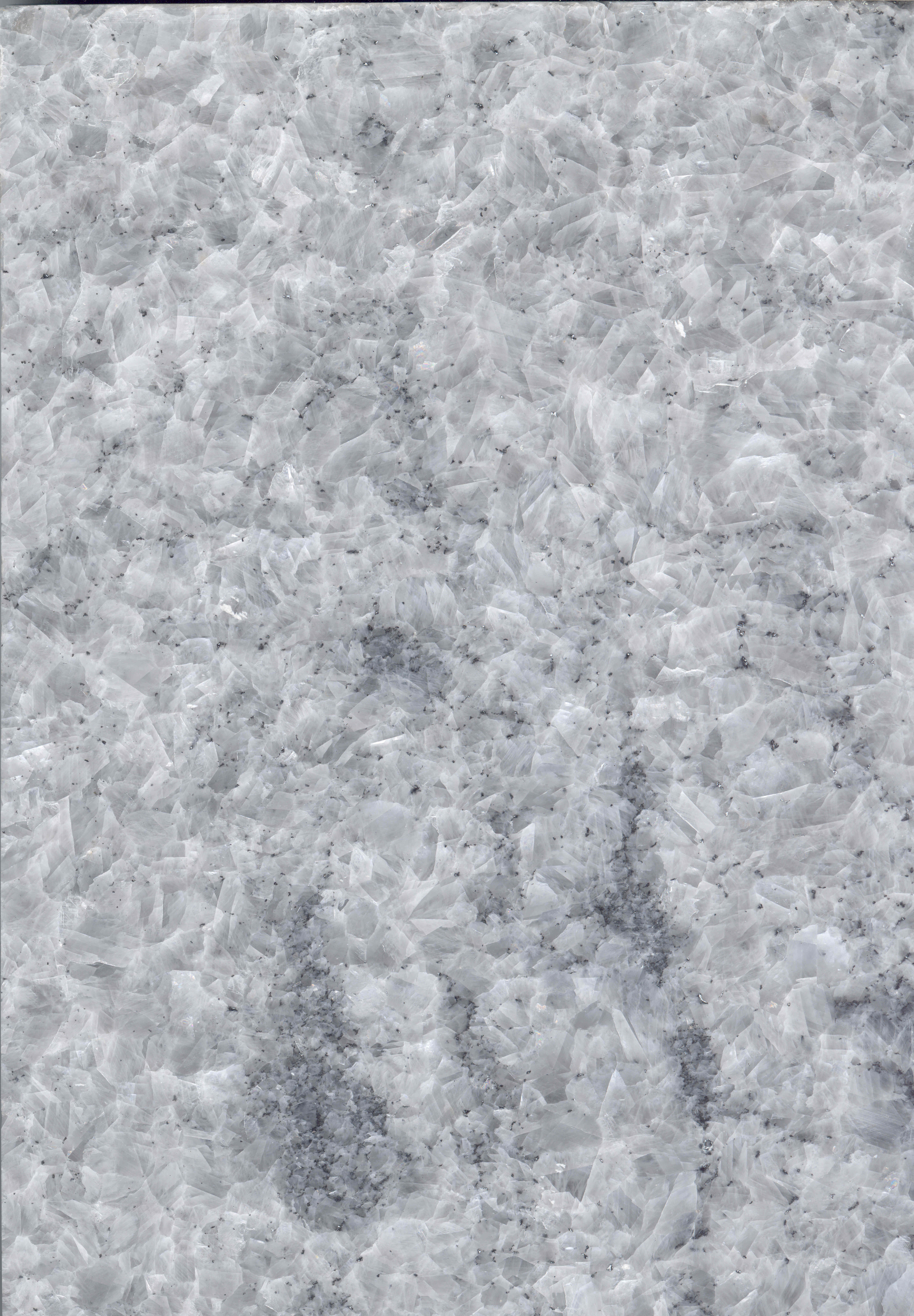
Trigaches, Marmor, Trigaches in Portugal, (frühes Paläozoikum), ca. 22 × 15 cm
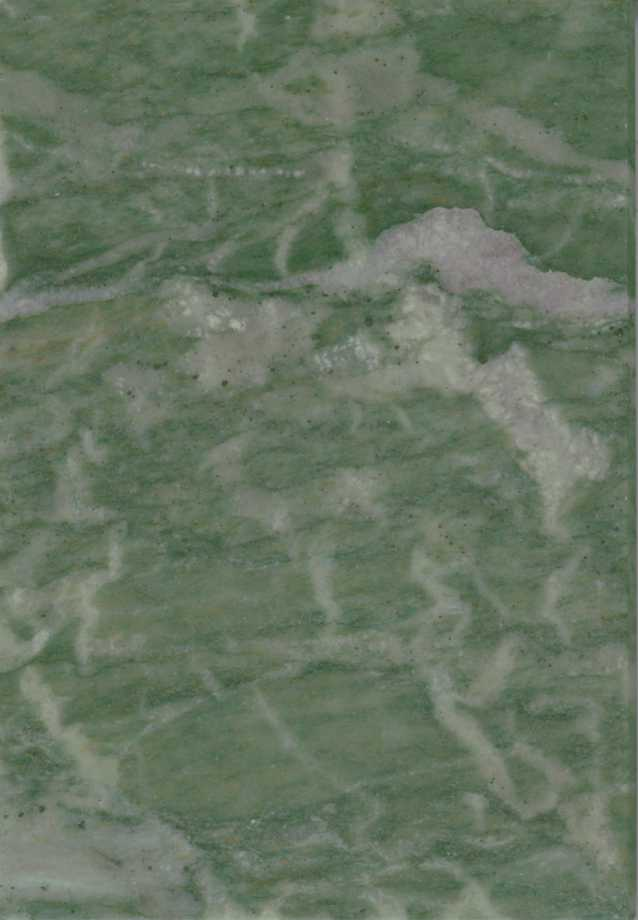
Kittilä-Marmor, Silikatmarmor, Kittilä in Finnland, (Paläozoikum), ca. 12 × 7 cm
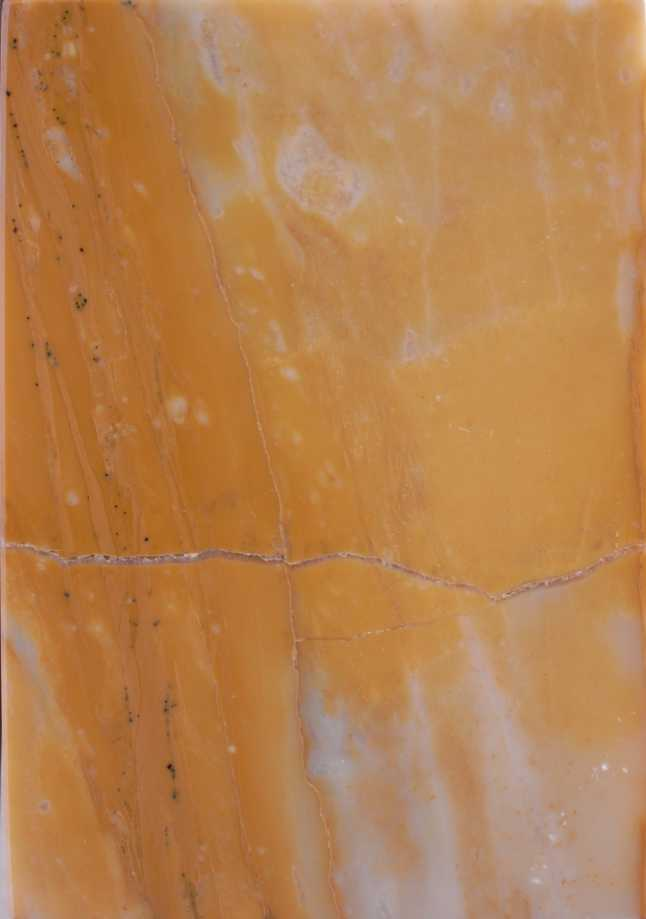
Sienesischer Marmor, Val d’Elsa in Italien ca. 10 × 7 cm
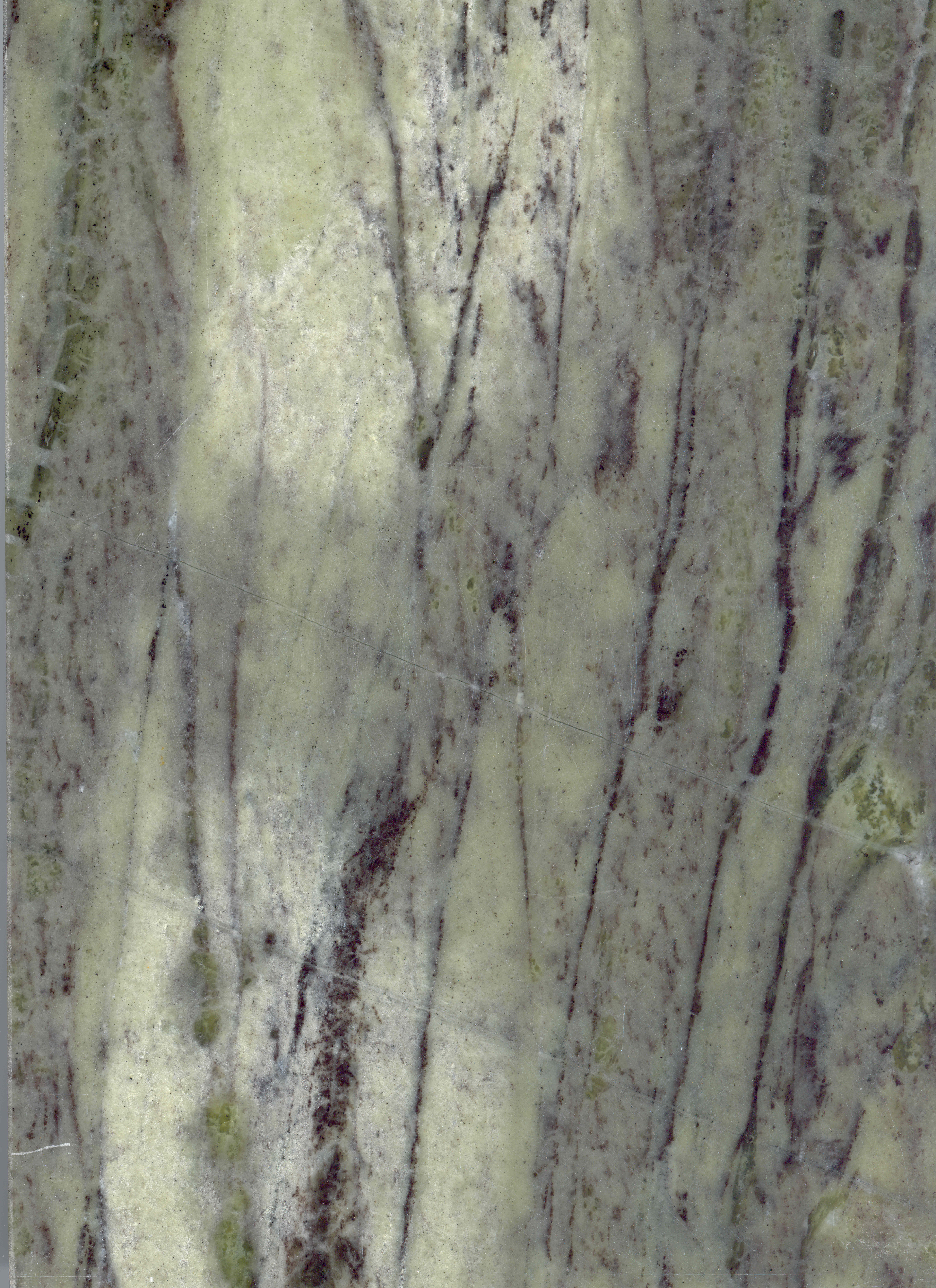
Thiersheimer Silikatmarmor, Thiersheim in Bayern/Deutschland, ca. 22 × 15 cm
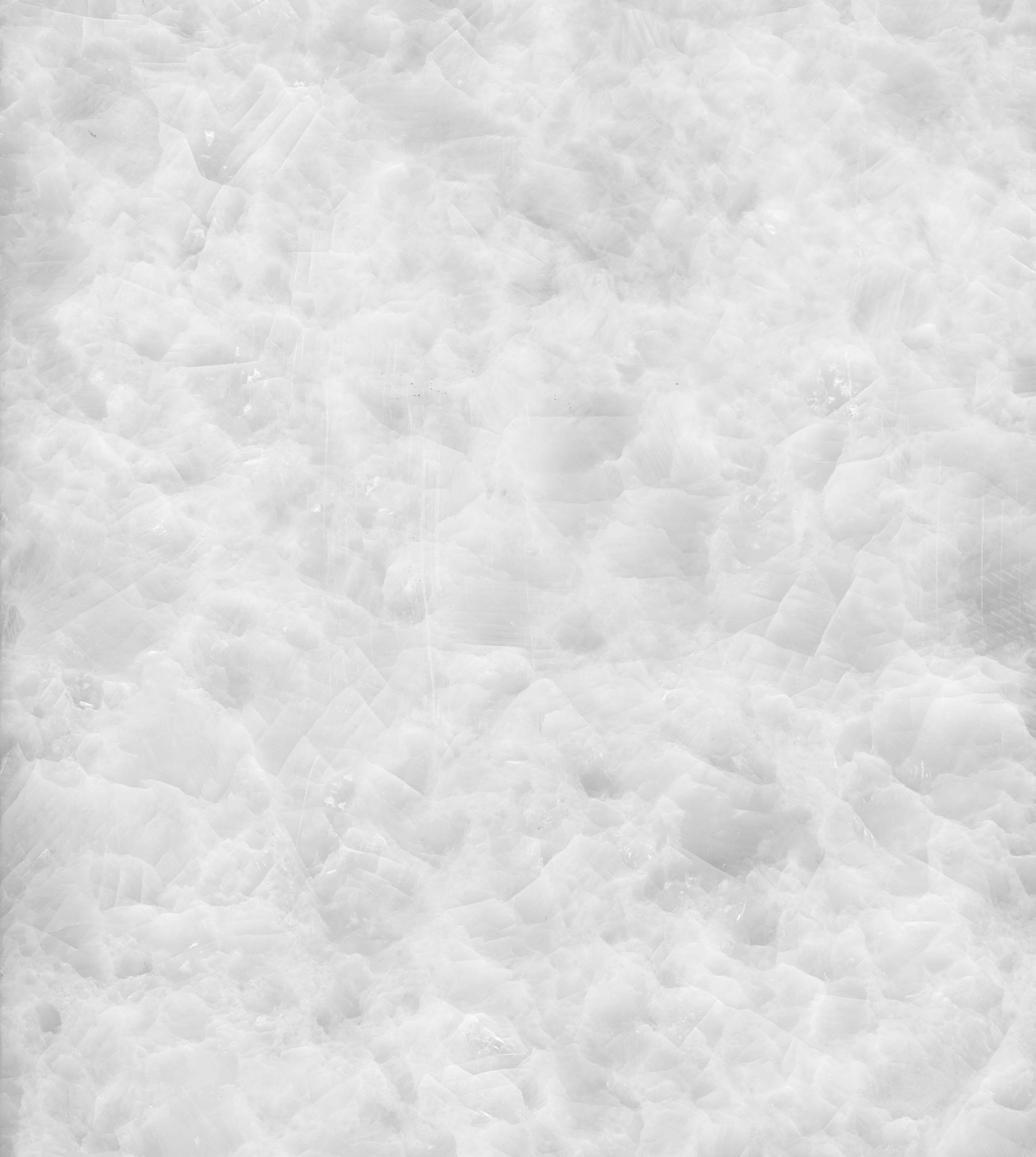
Naxos-Marmor, Naxos in Griechenland, ca. 22 × 15 cm

Kulturgeschichtlich bedeutende Marmore
- Carrara-Marmor
- Laaser Marmor
- Parischer Marmor
- Pentelischer Marmor
- Prokonnesischer Marmor
- Thassos-Marmor

## Ausgewählte größere Marmorabbauregionen

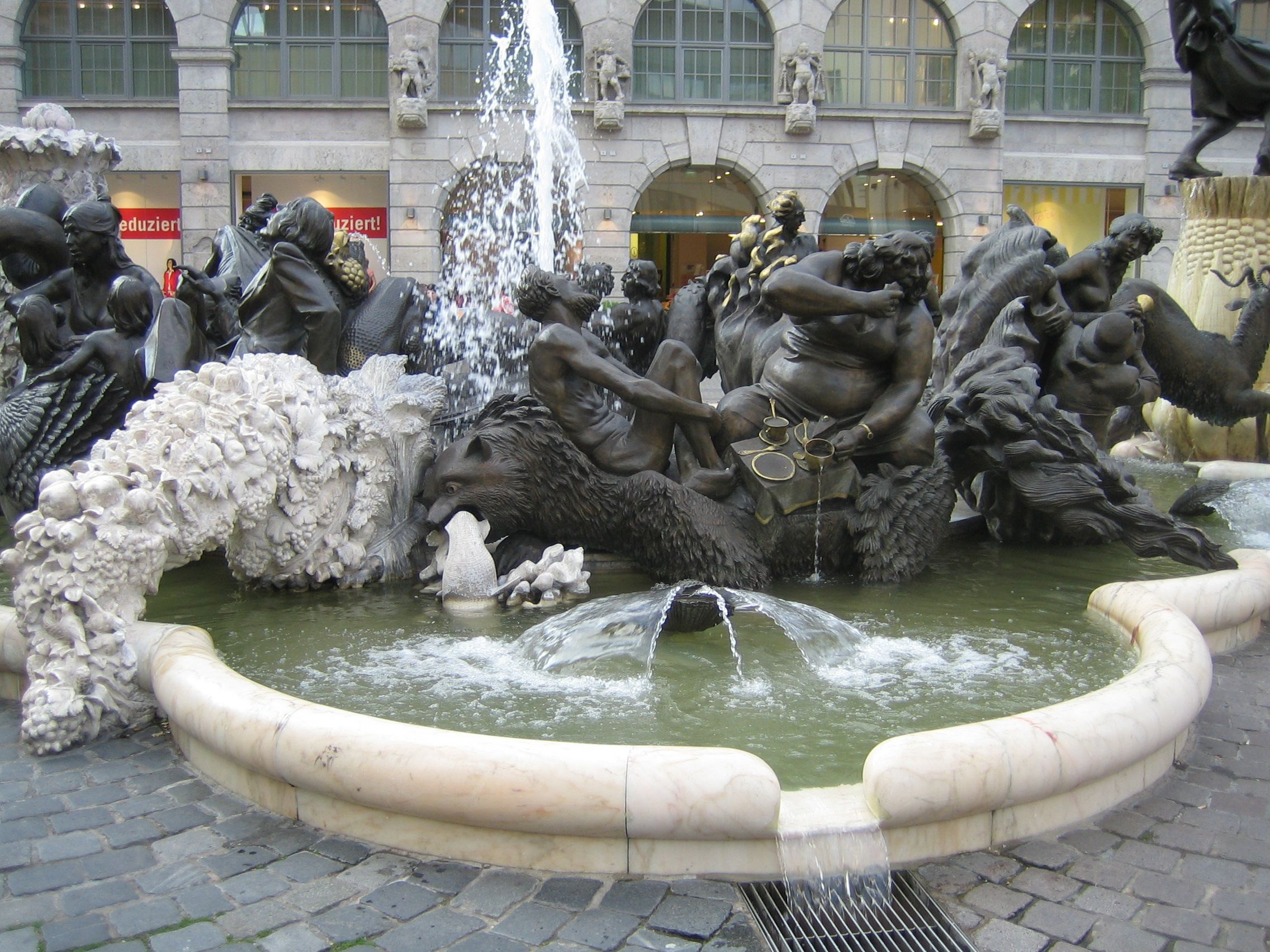
Ehekarussell von Jürgen Weber, Brunnen mit Marmor aus Portugal (helle Partien) und mit dunklen Bronzeskulpturen in Nürnberg

### Europa
- Frankreich: Region Pas de Calais
- Griechenland: Drama, Thasos, Penteli
- Italien: Massa-Carrara, Laas, Südtirol
- Österreich: Spitz an der Donau, Niederösterreich
- Portugal: Estremoz-Borba-Vila Viçosa
- Spanien: Macael, Provinz Almería

### Asien
- Indien: Makrana
- Türkei: Regionen Izmir, Muğla, Afyon, Sivas, Akhisar, Antalya, Alanya, Sakarya und Amasya

### Nordamerika
- USA: Bundesstaaten Colorado (Marble), Georgia (Pickens County) und Vermont (West Rutland, Proctor)
- Kanada: Provinz Quebec (Stukely-Sud, bei Philipsburg)

## Weblinks

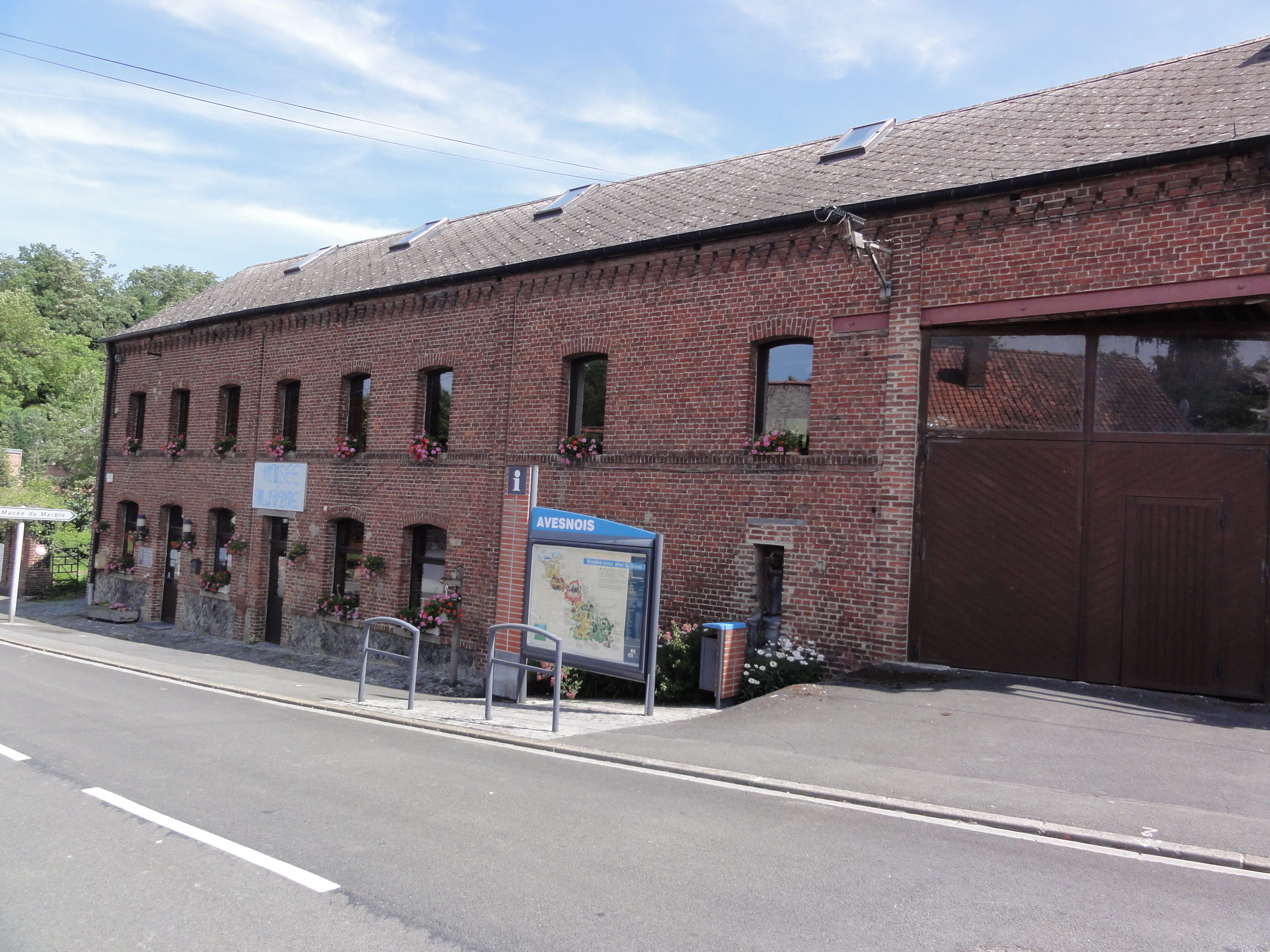
Musée du Marbre et de la Pierre Bleue in Bellignies (Frankreich)